# Laudakia dayana
Paralaudakia dayana là một loài thằn lằn trong họ Agamidae. Loài này được Stoliczka mô tả khoa học đầu tiên năm 1871.